# Regard Saint-Louis
La regard Saint-Louis est un regard, un ouvrage permettant l'accès à une canalisation, situé dans le 19e arrondissement de Paris, en France.

## Localisation
Le regard est situé sous les immeubles des 165 et 167 rue de Belleville, dans le 19e arrondissement de Paris. Il est situé sur les pentes de la colline de Belleville.

## Historique
Le regard est bâti lors de la construction de l'aqueduc permettant d'alimenter l'hôpital Saint-Louis en eau.
L'édifice est inscrit au titre des monuments historiques en 1929. Cette inscription est modifiée en 2006 en classement, afin d'inclure le regard dans le reste des eaux de Belleville.